# Józef Zieńkowicz
Józef Zieńkowicz albo Zienkowicz – polski uczestnik powstania listopadowego na ziemiach zabranych. 

## Życiorys
Pochodził z rodziny szlacheckiej. Był jednym z inicjatorów i uczestników powstańczego wystąpienia w Oszmianie. Na koszt hrabiego Karola Dominika Przeździeckiego zorganizował i dowodził konnym oddziałem kawalerii powstańczej, tak zwanych desperatów. Oddział ten wyróżniał się swoimi mundurami, na których naszyto białe pasy na wzór żeber oraz trupie czaszki. Po połączeniu powstańców z przybyłymi na Litwę wojskami regularnymi walczył w składzie różnych jednostek, przeszedł szlak bojowy do Warszawy. Był m.in. adiutantem generała Sierakowskiego. Został także posłem na sejm powstańczy z powiatu oszmiańskiego. Był też odznaczony Krzyżem Złotym Orderu Virtuti Militari. 
Po upadku powstania we Francji. Był członkiem sejmu powstańczego na emigracji.